# Geração à rasca
 (mars 2019).
Geração à rasca (génération à la traîne) est le nom donné au mouvement qui a conduit à plusieurs manifestations anti-gouvernementales dans certaines villes du Portugal. Ces manifestations sont liées à la crise sociale, politique et économique. Le mouvement se dit apartidaire, laïque et pacifique.
Le 12 mars 2011, plus de 300 000 Portugais ont manifesté pacifiquement contre les problèmes socio-économiques dans les rues du pays : l'Avenida da Liberdade à Lisbonne voyait 200 000 à 300 000 personnes manifester ; il y a eu des manifestations dans onze villes portugaises en tout, dont les villes de Porto (80 000 personnes), de Funchal, de Ponta Delgada ou de Viseu.
Il s'agit d'un mouvement de jeunes, organisé à partir du réseau social Facebook, qui demande le droit à l’emploi (le Portugal connaît un taux de chômage dépassant les 11 %), l’amélioration des conditions de travail et la fin de la précarité.